# Morti nel 910
| Questa pagina contiene informazioni ricavate automaticamente dalle voci biografiche con l'ausilio del template Bio e di un bot. L'aggiornamento è periodico e automatico e ricostruisce completamente la pagina. Se manca una persona in questa lista, sei pregato di non aggiungerla, ma accertati piuttosto che la sua voce biografica contenga il template Bio e che i dati anagrafici siano correttamente compilati. Se il template Bio manca, inseriscilo tu stesso o, in alternativa, metti l'avviso {{tmp\|Bio}} che ne segnala la mancanza. Se i dati riportati sono sbagliati, correggi direttamente la voce biografica; le modifiche saranno visibili in questa lista entro pochi giorni. Per chiarimenti vedi il progetto biografie. La lista contiene solo le 10 persone che sono citate nell'enciclopedia e per le quali è stato implementato correttamente il template Bio. Pagina aggiornata al 26 giu 2025. |

- 10 aprile - Atenolfo I di Capua, principe (n. 865)
- 22 giugno - Gebeardo di Lotaringia, duca
- 22 giugno - Gerardo I di Metz, nobile tedesco
- 20 dicembre - Alfonso III delle Asturie, sovrano
- 23 dicembre - Naum di Ocrida, scrittore bulgaro
- Muhammad ibn Tahir, funzionario persiano
- Ingólfur Arnarson, esploratore norvegese (n. 849)
- Muncimiro di Croazia, sovrano croato
- Sosei, poeta e monaco buddista giapponese
- Ishaq ibn Hunayn, traduttore e matematico arabo (n. 830)